# Arbcha
Arbcha (georgiska: არბხა) är ett berg i Georgien. Det ligger i regionen Abchazien, i den nordvästra delen av landet, 400 km väster om huvudstaden Tbilisi. Toppen på Arbcha är 716 meter över havet.